# Vive la Commune
Vive la Commune est une chanson écrite en 1871 par Eugène Chatelain à propos de la Commune de Paris.

## Interprète
- Ensemble Madrigal de l'Ile de France dans l'album La Commune en chantant, Collectif. Disque vinyle double LP 33 Tours, 1971 - AZ STEC LP 89 – Réédition CD 1988 – Disc AZ